# 검산초등학교
검산초등학교는 경기도 파주시에 있는 공립 초등학교이다.

## 학교 연혁
- 1949년 4월 1일 금촌초등학교 검산 분실(2학급)
- 1957년 4월 1일 금신초등학교 검산 분교(4학급)
- 1958년 3월 28일 제1대 정순철 교장 취임
- 1958년 4월 7일 검산초등학교 개교 (6학급)
- 1996년 3월 1일 검산초등학교로 교명 개칭
- 2013년 9월 1일 제20대 김규성 교장 취임
- 2015년 2월 13일 제57회 졸업(남 49명, 여 35명, 계 84명/총 2,958명)
- 2015년 3월 1일 통일부 지정 통일교육 시범학교 운영(2년차)
- 2015년 3월 1일 경기도 교육청 지정 혁신학교 준비교 선정
- 2015년 3월 1일 19학급(특수 1학급) 편성

## 참고 자료
- 검산초등학교 - 한국교육학술정보원 학교알리미